# Progressiv retinal atrofi
Progressiv retinal atrofi  (fortskridande näthinneförtvining, PRA) är en ärftlig ögonsjukdom hos hundar och katter. Sjukdomen leder till blindhet och kan inte botas. Den kan upptäckas av veterinär genom ögonlysning innan den bryter ut. Ett tiotal hundraser har avelsprogram som innebär att hundar måste vara testade och konstaterat friska innan de får användas i avel. En frisk hund eller katt kan dock bära på anlagen, sjukdomen bryter endast ut om båda föräldrarna har anlag. Det är alltså en recessivt ärftlig sjukdom.